# Клоп грушевий
Клоп грушевий (Stephanitis pyri P.) — шкідлива комаха. Пошкоджує грушу, яблуню, айву звичайну і японську, глід, сливу, абрикос, вишню і персик.

## Опис
Дрібна комаха, до 3 міліметрів завдовжки, чорного кольору, тіло суцільне, округлої форми, з гребенеподібним підвищенням. Передньогруди з листкоподібними виростами. Надкрила білі, прозорі, перетинчаті, з мереживним рисунком. Личинки світло-бурі, плоскі, видовжені, з щитоподібними виступами по боках. 

## Екологія
Зимує доросла комаха в щілинах кори, під опалим листям, у дуплах та інших затишних місцях. Навесні після цвітіння яблуні клопи виходять з місць зимівлі, залазять на дерева і відкладають в тканини листків з нижньої сторони чорні довгасті яйця. Через 16-20 днів з яєць виходять личинки і починають висмоктувати сік з нижньої сторони листків. Живуть вони колоніями, по кілька на одному листочку, забруднюючи його чорними екскрементами і сірими шкурками від линьок. Живляться протягом місяця, линяючи за цей час п’ять разів. Поряд з личинками сік з листків смокчуть і дорослі клопи. Протягом року клоп дає дві генерації. Пошкоджені листки знебарвлюються, стають плямисто-білими шкірястими, засихають і опадають. Дерева припиняють ріст, на них не утворюються плодові бруньки, різко знижується урожай. В посушливе літо завдає значної шкоди садівництву у степовій зоні, Криму, Закарпатті та Чернівецькій області. Часто зустрічається в садах і полезахисних смугах Лісостепу і Полісся.